# بكور (اسم)
بكور هو اسم علم مذكر من أصل عربي، ومعناه هو من الإبكار وهو أول الفجر.

## الأصل اللغوي
بُكور : (اسم)
1-  بكور  : أول مطر الربيع
2-  بكور  من كل شيء : المعجل

## وصلات خارجية
- موسوعة السلطان قابوس لأسماء العرب